# Bednja
Pour les articles homonymes, voir Bednja (homonymie).
Bednja est un village et une municipalité située dans le comitat de Varaždin, en Croatie. Au recensement de 2001, la municipalité comptait 4 765 habitants, dont 99,39 % de Croates et le village seul comptait 772 habitants.

## Localités
La municipalité de Bednja compte 25 localités :
| - Bednja - Benkovec - Brezova Gora - Cvetlin - Jamno - Jazbina Cvetlinska - Ježovec - Mali Gorenec - Meljan - Osonjak - Pašnik - Pleš - Podgorje Bednjansko | - Prebukovje - Purga Bednjanska - Rinkovec - Sveti Josip - Šaša - Šinkovica Bednjanska - Šinkovica Šaška - Trakošćan - Veliki Gorenec - Vranojelje - Vrbno - Vrhovec Bednjanski |